# Tapul
Tapul is een gemeente in de Filipijnse provincie Sulu. Bij de laatste census in 2007 had de gemeente ruim 17 duizend inwoners.

## Geografie

### Bestuurlijke indeling
Tapul is onderverdeeld in de volgende 15 barangays:
| - Alu-Kabingaan - Banting - Hawan - Kalang - Kamaunggi - Kanaway - Kanmangon - Kaumpang | - Pagatpat - Pangdan - Puok - Sayli - Sumambat - Tangkapaan - Tulakan |

## Demografie
Tapul had bij de census van 2007 een inwoneraantal van 17.430 mensen. Dit zijn 2.549 mensen (17,1%) meer dan bij de vorige census van 2000. De gemiddelde jaarlijkse groei komt daarmee uit op 2,20%, hetgeen hoger is dan het landelijk jaarlijks gemiddelde over deze periode (2,04%). Vergeleken met de census van 1995 is het aantal mensen met 5.038 (40,7%) toegenomen.

De bevolkingsdichtheid van Tapul was ten tijde van de laatste census, met 17.430 inwoners op 89,17 km², 195,5 mensen per km².